# Aéroport de Sabadell
Pour les articles homonymes, voir Sabadell (homonymie).
L'aéroport de Sabadell (code IATA : QSA • code OACI : LELL) est situé près de la ville de Sabadell, en Catalogne. 
Il abrite le plus ancien club d'aviation d'Espagne. L'aéroport est reconnu en Europe comme étant précurseur dans le domaine des nouvelles technologies.

## Situation
| \| 100 km1:11 216 000 \| Alicante Almería Andorre Badajoz Barcelone Bilbao Burgos León Castellón · de la Plana Ceuta Gérone Grenade Ibiza Jerez La Corogne Lleida Logroño Madrid Málaga Melilla Minorque Murcie Oviédo Palma de · Majorque Pampelune Reus Sabadell Saint-Jacques Saint-Sébastien Salamanque Santander Saragosse Séville Valence Valladolid Vigo Vitoria |
| 100 km1:11 216 000 |

Voir les Îles Canaries

## Liens
- https://www.aena.es/es/sabadell.html/Page officielle de l'Aéroport de Sabadell